# Флаг сельского поселения Половинка
Флаг сельского поселения Полови́нка Кондинского района Ханты-Мансийского автономного округа — Югры Тюменской области Российской Федерации.
Утверждён 24 декабря 2007 года.
Является официальным символом сельского поселения Половинка и отражает исторические, культурные, национальные и иные местные традиции и особенности.

## Описание флага
Соответствует флагу Ханты-Мансийского автономного округа — Югры и представляет собой прямоугольное полотнище, разделённое по горизонтали на две равновеликие полосы (верхнее — сине-голубая, нижняя — зелёная).

## Символика флага
Зелёный и синий цвет, обозначает принадлежность к Ханты-Мансийскому автономному округу — Югре, эти же цвета символизируют обилие озёр и лесов.